# 巴氏羅碧魚
巴氏罗碧鱼（学名：Paralaubuca barroni）为輻鰭魚綱鲤形目鯝科罗碧鱼属的鱼类。分布於亞洲湄公河及湄南河流域，體長可達15.公分，一般栖息于河川水体中上層流動緩慢水域，以浮游動物及昆蟲為食，生活習性不明。该物种的模式产地在湄公河。